# Грунао Беби
Грунау Беби је тренажна једрилица саграђена од мешовитог материјала (дрво и платно). пројектована је 1931. године, производила се од 1933. године у преко 20 земаља до 1960.-их година и направљена је у највећем броју примерака (процена је између 10.000 и 15.000).

## Пројектовање и развој
Ову једрилицу је пројектовао Едмунд Шнајдер (нем. Edmund Schneider) 1931. године. Помоћници при томе су му били Волф Хирт (нем. Wolf Hirth) и Хуго Кромер (нем. Hugo Kromer). Захтеви су били да једрилица буде јефтина једноставна за израду и одржавање као и да буде безбедна за једриличаре. Пројектанти су успели да оговоре свим захтевима и стварно су направили добру једрилицу која је годинама била у употреби.

### Технички опис
Једрилица Грунао Беби је мешовите конструкције (дрво и платно) а изведена је као висококрилни моноплан. Труп јој је дрвена конструкција шестоугаоног попречног пресека обложена дрвеном лепенком. Кабина је била отворена са ветробраном од плексигласа. Многи градитељи су у циљу заштите пилота правили једрилице са заштитном хаубом од плексигласа. Једрилица је била опремљена најосновнијим инструментима за дневно летење. Као стајни трап овој једрилици је служио метални клизач причвршћен амортизерима од тврде гуме. На каснијим моделима је у продужетку иза клизача уграђиван и фиксан гумени точак. На репу једрилице налазила се еластична дрљача.
Крило је било равно, имало је праву нападну ивицу а задња (излазана) ивица је имала елипсаст облик. Нападна ивица крила је била направљена у облику кутије обложене шпер плочом а остатак крила је био обложен импрегнираним платном. Аеропрофил крила је био Götingen 535 виткост крила је била 12,8. Крила су косим подупирачима била ослоњена на труп једрилице а била су опремљена аеродинамичким кочницама.
Конструкција хоризонталног и вертикалног стабилизатора као и кормила били су изведени као и крило. Хоризонтални стабилизатори су такође подупирачима били везани за труп једрилице.

### Варијанте једрилица
- Baby I - једрилица са размахом крила 12,87m и површином 14m²
- Baby II - редизајнирана једрилица са продуженим крилом 70 cm
- Baby IIb - са уграђеним аеродинамичким кочницама Schempp-Hirth
- Motorbaby - са уграђеним мотором за самопогон снаге 13,2 kW
- Baby III - послератна модификација (1950) са уграђеним точком
- Baby IV - аустралијска верзија
- Baby V - двоседа једрилица направљено само 6 komada
- Cumulus -једрилица са металним костуром (челична решеткаста конструкција) 20 комада

## Карактеристике
Карактеристике наведене овде се односе на једрилицу Грунау беби а према изворима.
| Финеса      | 1 : 17 при брзини 60 km/h |
| Перформансе | - максимална брзина 160 km/h - минимална брзина 45 km/h - макс. брзина аеро вуче km/h - минимално пропадање 0,9 m/s при брзини 50 km/h                                   |
| Димензије   | - размах крила 13,50m - дужина 6,15 m - висина 1,35m - површина крила 14,20m² - виткост крила 12,80 - аеропрофил крила Gotingen 535 - макс. оптеречење крила; 17,6 kg/m² |
| Маса        | - сопствена 160 kg - полетна 250 kg - водени баланс; нема |

## Оперативно коришћење
Производња једрилица Грунау Беби је почела у Краљевини Југославији половином 30.-тих година па све до почетка Другог светског рата. Са једном таквом једрилицом је 23. августа 1940.g. Георгије Нинчић поставио рекорд летећи непрекидно 2 h i 45 min. У том периоду је направљен мањи број примерака али зато након рата произведен занатно већи број примерака. Поред самоградње у аероклубовима ова једрилица се индустријски производила у фабрици Летов у Љубљани. У послератном периоду ова једрилица је одиграла значајну улогу у образовању наших пилота и једриличара. Коришћена је од самог краја рата па до почетка 70.-тих година када је дошло до масовне замене једрилица дрвених конструкција једрилицама саграђених од стаклопластике. На овом поднебљу ова једрилица је коришћена преко 35 година, што је својеврстан доказ квалитета ове једрилице.

## Сачувани примерци
Једрилица D.F.S./66 Грунао Беби регистарски број YU-2113, Серијски № 151 се чува у Музеју ваздухопловства на аеродрому "Никола Тесла" у Београду.

## Земље које су користиле ову једрилицу
- Југославија
- Србија
- Словенија